# Santana da Ponte Pensa
Santana da Ponte Pensa – miasto i gmina w Brazylii, w stanie São Paulo. Znajduje się w mezoregionie São José do Rio Preto i mikroregionie Jales.